# Metropolitalny System Tras Rowerowych GZM
Metropolitalny System Tras Rowerowych (MSTR) – sieć trasa i dróg rowerowych na terenie Metropolii GZM będąca projektem transportowym zarządu Metropolii. Składa się z sieci podstawowych tras, tworzona przez 87 korytarzy ruchu rowerowego, w tym:
- 33 trasy główne łączące gminy GZM ze sobą i sąsiednimi gminami. Rozpoczynają się przeważnie w centrum gminy lub na skrzyżowaniach i rozwidleniach z innymi trasami głównymi. Trasy te mają charakter regionalny, zarówno komunikacyjny, jak i turystyczny;
- 45 tras drugorzędnych, które również łączą gminy GZM ze sobą oraz mają charakter zarówno transportowy, jak i turystyczny;
- 9 łączników, z których 7 stanowi odgałęzienia tras głównych i drugorzędnych, a które ułatwią do nich dojazd[2].

Koncepcja tras rowerowych uwzględnia charakterystykę regionu, gdzie 41 sąsiadujących ze sobą gmin (w tym miast) ściśle graniczy ze sobą obszarami zabudowanymi, co wpływa na charakterystykę ruchu na tym obszarze, gdzie duży ruch, w tym rowerowy, realizowany jest pomiędzy miastami.   
Celem systemu tras jest m.in. zunifikowanie już istniejących tras oraz wskazanie ich przedłużeń, aby stworzyć system rzeczywiście spajający całą Metropolię. Cały proces związany z budową Metropolitalnej Sieci Tras Rowerowych rozpoczął się w 2020 r. od stworzenia koncepcji wielowariantowej i określenia wstępnych przebiegów, wizji terenowych. 